# Rosalind Russell

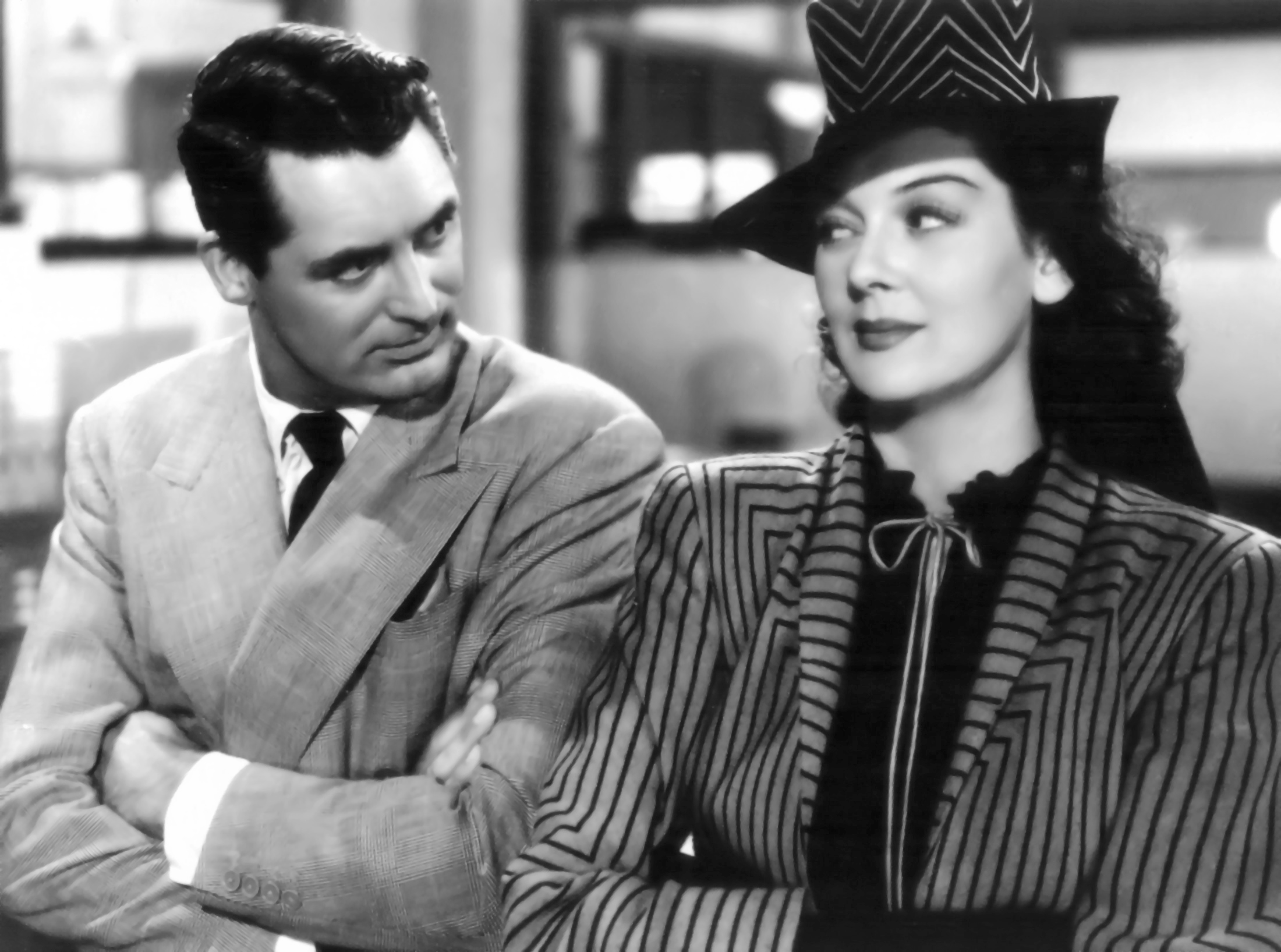
Cary Grant i Russell w filmie Dziewczyna Piętaszek(1940)

Catherine Rosalind Russell (ur. 4 czerwca 1907 w Waterbury, zm. 28 listopada 1976 w Beverly Hills) – amerykańska aktorka filmowa, teatralna, telewizyjna, scenarzystka i piosenkarka. Była pięciokrotną laureatką Złotego Globu oraz czterokrotnie uzyskiwała nominację do Oscara.
Jej mężem był Frederick Brisson, syn duńskiego aktora Carla Brissona. Posiada swoją gwiazdę na Hollywood Walk of Fame.

## Wybrana filmografia
- 1935: Dla ciebie tańczę
- 1935: Chińskie morza
- 1937: Noc musi zapaść
- 1939: Kobiety
- 1940: Dziewczyna Piętaszek
- 1940: This Thing Called Love
- 1940: No Time for Comedy
- 1941: The Feminine Touch
- 1941: They Met in Bombay
- 1942: Moja siostra Eileen
- 1943: Flight for Freedom
- 1947: Sister Kenny
- 1947: Żałoba przystoi Elektrze
- 1950: A Woman of Distinction
- 1955: Piknik
- 1958: Ciotka Mame
- 1962: Cyganka